# Ballota macedonica
Ballota macedonica là một loài thực vật có hoa trong họ Hoa môi. Loài này được Vandas mô tả khoa học đầu tiên năm 1905.